# Dekanat miński rejonowy II
Dekanat miński rejonowy II – jeden z trzech rejonowych dekanatów wchodzących w skład eparchii mińskiej Egzarchatu Białoruskiego Patriarchatu Moskiewskiego.

## Parafie w dekanacie
- Parafia Ikony Matki Bożej „Pocieszycielka” w Aksakowszczyźnie
  - Cerkiew Ikony Matki Bożej „Pocieszycielka” w Aksakowszczyźnie
- Parafia Świętej Trójcy w Chacieżynie
  - Cerkiew Świętej Trójcy w Chacieżynie
- Parafia Opieki Matki Bożej w Czaczkowie
  - Cerkiew Opieki Matki Bożej w Czaczkowie
- Parafia Narodzenia Pańskiego w Nowosielu
  - Cerkiew Narodzenia Pańskiego w Nowosielu
- Parafia św. Jana Rycerza w Okolicy
  - Cerkiew św. Jana Rycerza w Okolicy
- Parafia św. Teodora Czernihowskiego w Pietrzyszkach
  - Cerkiew św. Teodora Czernihowskiego w Pietrzyszkach
- Parafia Świętych Piotra i Pawła w Ratomce
  - Cerkiew Świętych Piotra i Pawła w Ratomce
- Parafia Narodzenia Najświętszej Maryi Panny w Starej Wsi
  - Cerkiew Narodzenia Najświętszej Maryi Panny w Starej Wsi
- Parafia Narodzenia Najświętszej Maryi Panny w Tarasowie
  - Cerkiew Narodzenia Najświętszej Maryi Panny w Tarasowie
  - Cerkiew św. Jerzego Zwycięzcy w Tarasowie
- Parafia Przemienienia Pańskiego w Zasławiu
  - Sobór Przemienienia Pańskiego w Zasławiu
- Parafia Soboru Wszystkich Świętych Ziemi Białoruskiej w Zasławiu
  - Cerkiew Soboru Wszystkich Świętych Ziemi Białoruskiej w Zasławiu

## Galeria

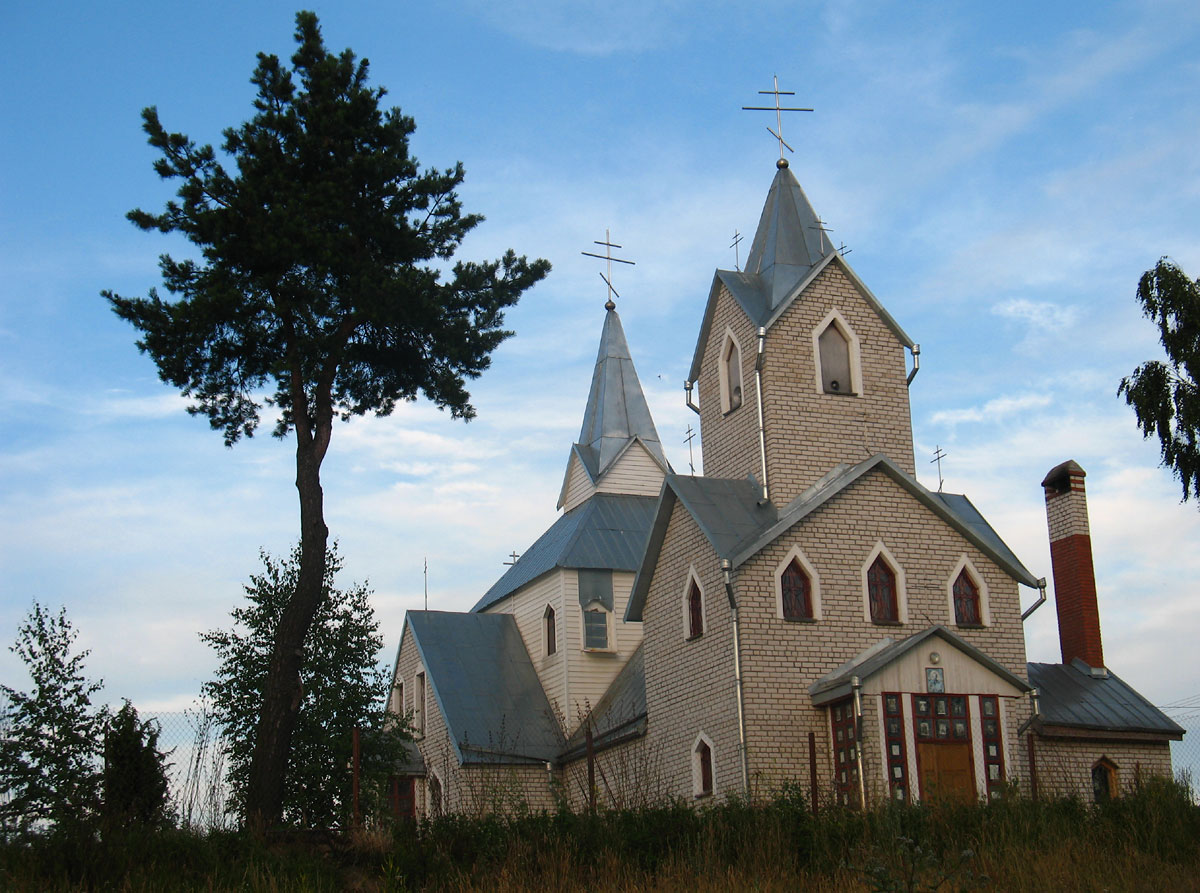
Cerkiew Świętych Piotra i Pawła w Ratomce
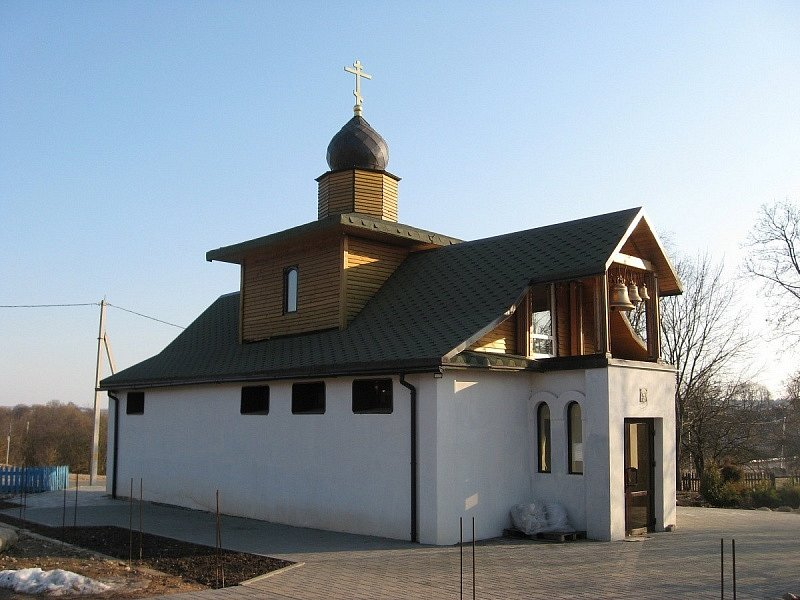
Cerkiew Narodzenia Najświętszej Maryi Panny w Starej Wsi
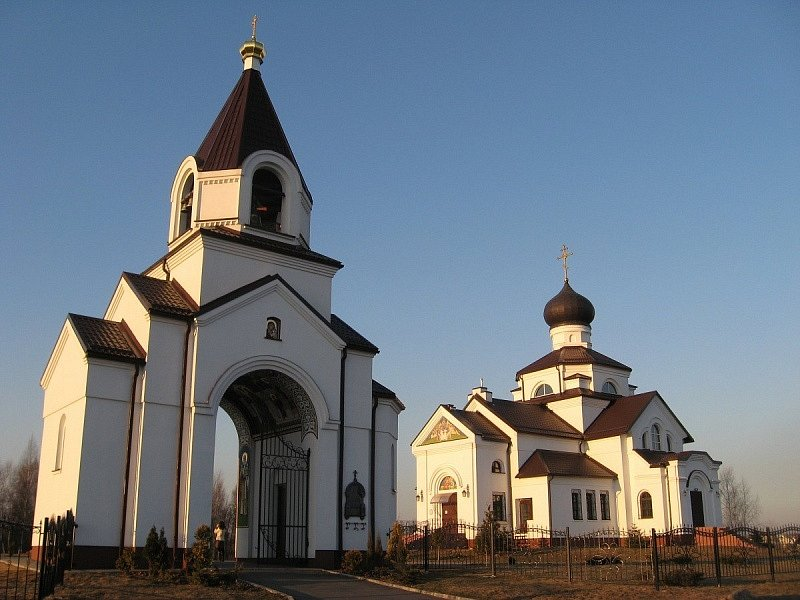
Cerkiew Narodzenia Najświętszej Maryi Panny w Tarasowie
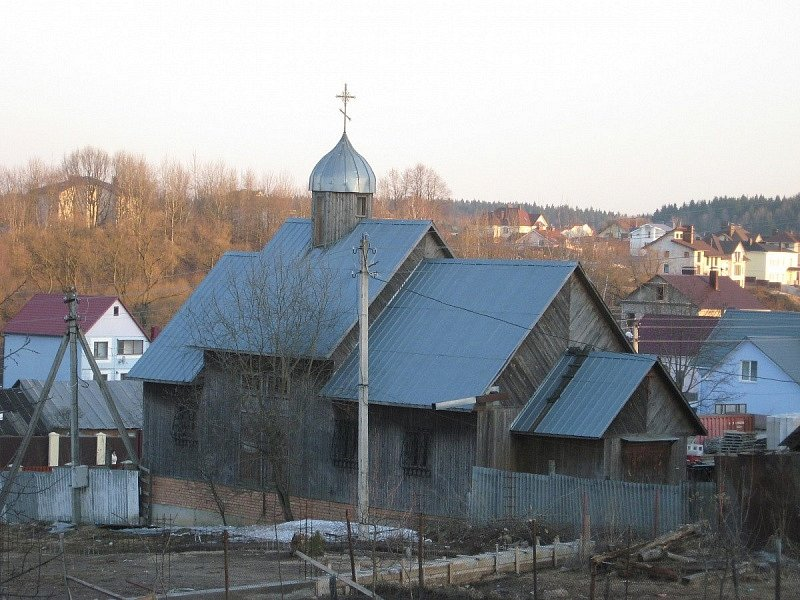
Cerkiew św. Jerzego Zwycięzcy w Tarasowie